# Den østrigske borgerkrig
Den østrigske borgerkrig var i 1934 den første væbnede modstand mod den fremvoksende fascisme i Europa. Den fandt fortrinsvis sted i Østrigs hovedstad Wien. I fire dage fra den 12. til 16. februar forsvarede bevæbnede arbejdere sig mod det autoritære borgerlige regime under Engelbert Dollfuß.

## Baggrund
Den østrigske arbejderbevægelse stod stærkt, da Habsburgmonarkiet i Østrig-Ungarn brød sammen i 1918 ved slutningen af 1. verdenskrig. Den venstresocialistiske autromarxistiske fløj overtog ledelsen i Sozialdemokratische Arbeiterpartei (SDAP), hvor bl.a. Otto Bauer var en central person.
SDAP stod stærkest i Wien og andre større byer og tilsvarende svagt i de små byer, hvor de katolske højrekræfter stod stærkt. Som flertalsparti i Røde Wien gennemførte SDAP et enestående socialt reformprogram med omfattende socialt boligbygning, gratis uddannelse for alle og anden social velfærd, som blev betalt ved progressive skatter, der først og fremmest ramte de rigeste i byen.
Højrepartierne med Christlichsoziale Partei i spidsen opbyggede en væbnet milits, der blev kaldt Heimwehr og blev godt bevæbnet og fik et fascistisk program med åbenlyse brud på parlamentarisme og demokrati. Arbejderbevægelsen havde også et forsvarskorps, som blev kaldt Schützbund, men det var dårligere bevæbnet.
En forløber for hændelserne i 1934 var en hændelse, hvor Heimwehr-folk dræbte en ældre mand og et barn, uden at de blev dømt for det. Arbejderne på flere fabrikker i Wien gik i strejke og demonstrerede mod frifindelsen. Politiet skød mod demonstranterne, og 85 blev dræbt og næsten tusinder såret. Det skete den 15. juli 1927.
I marts 1933 udelukkede den borgerlige Dollfuß-regering parlamentsmedlemmerne fra parlamentsbygningen og styrede landet ved en gammel nødretslov. Regeringen udstedte dekreter, der indskrænkede demokratiet og de sociale rettigheder for arbejderklassen. Schützbund blev forbudt, strejkeretten afskaffet, kommunistpartiet KPÖ ulovligt, loven om normalarbejdsdagen blev fjernet, og støtten til de arbejdsløse blev beskåret.

## 1934
I begyndelsen af 1934 begyndte politiet af tage våbnene fra Schützbund rundt om i landet. Da politiet prøvede at bryde ind på SDAP's kontor i Linz den 12. februar 1934, gjorde kontorpersonalet modstand. Nyheden om hændelsen spredte sig til Wien, hvor arbejderne igen gik i strejke. SDAP erklærede generalstrejke, og der blev snart strejket i alle byer. Der udbrød også kampe, men da mange våben allerede var blevet taget fra Schützbund, havde statsmagten overtaget.
I Wien var modstanden mod politi, hær og Heimwehr hårdest. I nogen bydele kæmpede arbejderne i fire dage, før de måtte overgive sig til overmagten. Hæren skød bl.a. med kanoner mod de nye arbejderboliger. Den 15. februar var kampene forbi. Otto Bauer måtte flygte fra landet, og han søgte tilflugt i Bratislava, hvor udenlandsorganisationen for de østrigske socialister blev opbygget.
Omkring 300 arbejdere blev dræbt og flere tusinde såret under opstandene. Flere af de tilfangetagne arbejdere blev henrettet ved standretter i dagene, som fulgte. Alle arbejderbevægelsens organisationer blev forbudt. Mange af lederne i arbejderbevægelsen blev sendt til de nyoprettede koncentrationslejre, f.eks. Wöllersdorf.